# Sami Shelbayah
Sami Shelbayah (in arabo سامي شلباية‎?; 14 aprile 1933 – gennaio 1976) è stato un cestista egiziano.

## Carriera
Con l'Egitto ha disputato i Campionati mondiali del 1959.